# Мар'янівка (Макарівська селищна громада)
Мар'я́нівка — село в Україні, у Макарівській селищній громаді Бучанського району Київської області. Населення становить 812 осіб.

## Географія
Село розташоване за 40 км від обласного центру та 38 км від районного центру. За 12 км на південь від автомагістралі М06E40 (Київ — Чоп). Найближча залізнична станція Фастів I (за 28 км).

## Символіка
Герб. Щит прямокутний зверху і заокруглений знизу, співвідношення пропорцій висоти до ширини щита 8:7. На синьому полі зображено засновницю села в срібній сукні, яка в правій руці тримає срібну каплицю, а в лівій — срібний вітряний млин. Покрівля каплиці і млина золоті. Обличчя та руки тілесного, волосся — золоте. Синій колір символізує красу. Золотий — знатність, багатство та силу. Срібний — символ чистоти.
Прапор. Співвідношення пропорцій 2:3, розділений на три рівні вертикальні смуги. Зліва і справа — жовтий колір, у центрі — синій. На тло прапора може накладатися щит герба або один із його елементів.

## Історія
На території Мар'янівської сільської ради — урочище Князьке, де розташовані дві курганні групи датовані III тисячоліттям до н. е. — І тисячоліттям н. е., одна з яких налічує 8, інша — 6 могил. Неподалік на полях — Змієві вали — стародавні укріплення слов'ян.
За легендою, у часи Київської Русі Князьке служило місцем відпочинку мисливців із княжого двору, а навколо був старий дрімучий ліс, що називався Чорним.

### Російська імперія
1863 (за іншими даними 1864) рік — 216 десятин землі у генерал-майора П. І. Багсуша купила Мар'яна Мегедь, вдова купця другої гільдії зі ст. Мотовилівки. Вона переїхала на цю землю, заснувавши хутір Мегеді (в деяких джерелах — Мервін хутір).
1870 рік — 10 німців-колоністів купили 160 десятин землі неподалік від Мар'янівки. Німецька колонія була названа Паулинівкою. Пізніше, німцям за плату по контракту було надано ще 63 десятини землі.
1876 рік — засноване село Мар'янівка на землях Мегедів між селами Грузьке, Великий Карашин, Фасова та колоніями Павленковою (Старицьке) і Паулинівкою було обміряне, а його землі розподілені між власниками.
1887 рік — Мар'янівка належала чотирьом родичам — міщанам Мегедям, які тримали пасіку — 300 дуплянок бджіл. На хуторі проживало 46 чоловік. Згодом село складалося з трьох поселень: з північного сходу — Мегеді, з півдня — хутір лісового сторожа Василівщина (Василівка) і між ними — заселення Машовців, першим з яких був Павло Якович Машовець (1893—1894 рр. переселення).
Станом на 1900 рік на хуторі Мар'янівка було дев'ять дворів, проживало 64 мешканці. 218 десятин землі належало міщанам Мегедям. На хуторі була одна каплиця та один вітряний млин, що належав міщанину Микиті Прокоповичу Мегедю.
На хуторі Паулинівка було 11 дворів, мешкало 47 чоловік. 57 десятин було у власності чотирьох селянських господарств, 112 — належало міщанам з числа іноземних поселенців. В єдиній хаті хутора Василівка мешкало 5 осіб. Після Столипінської реформи він швидко збільшується за рахунок жителів села Грузької. Дуже велике переселення селян із с. Грузьке у Мар'янівку (у тому числі і хутір Василівку) припало на 1923—1928 рр. у першій половині НЕПу (1921—1936 рр). У цей час активно проходило переселення на хутори Василівка, Піхурівщина.

### Радянські часи
1920 рік — у Мар'янівці організовано комнезам на чолі з Е. К. Прибитком.
1924 рік — хутори Мар'янівка (26 дворів, 165 мешканців), Василівка (60 дворів, 312 мешканців) та німецька колонія Паулинівка (23 двори, 171 мешканець) утворили Мар'янівську сільську раду.
У 1920-х роках Олександр Григорович Мегедь закінчив учительські класи й організував лікнеп у Мар'янівці. Багато людей хотіло навчитися читати й писати. Були проведені збори села, для ухвалення рішення про будівництво школи. Гроші збирали з кожного двору для того, щоб закупити будматеріали. У 1925 р. у Радомишльському районі Житомирської області був куплений великий будинок і перероблений у школу, яка згодом розпочинає свою роботу. Відкрито чотири класи, побудовано спортивний майданчик на хуторі. У 1936 р. школа була перенесена у більш населене місце Мар'янівки. У воєнні роки у приміщенні школи розташувалася санчастина. Частина приміщення була зруйнована ворожим снарядом, інша — продовжувала діяти до 70-х рр. З часом кількість дітей у школі зменшувалася. Як наслідок — школу закрили.
1932 — створено колгосп імені Мічуріна. Першим головою був Форостовець (Брунька), головою сільської ради — Чередніченко з Козичанки, а секретарем — Микола Іванович Міщенко. У роки колективізації багато з тих, у кого забрали будинки, були вислані на північ, а значна частина селян завчасно сама виїхала з села та хутора. У час проведення колективізації з 1930 по 1934 р. у колгосп вступали (записувалися) лише ті жителі, у кого не було чого здавати. Селяни чинили опір. У Мар'янівці проживали заможні селяни, які знали, що колгоспи несуть нове кріпосне право. Тому вступати в об'єднання не хотіли і стримували інших. Почалися арешти й висилка селян до Сибіру. У селі працювала «бригада», яка складалася з п'яти осіб, вона викликала кожного господаря села у сільську раду і умовляла вступити у колективне господарство.
1933 рік — найтрагічніший час і в історії села. Навесні 1934 року мешканці села стали зміцнювати своє господарство: заводили кролів, курей, поросят, купляли теличок і вирощували корів.
У вересні 1935 року проходили у селі маневри, для проведення яких було проведено велику військову підготовку. Протягом місяця трактори тягали причеплені грейдери, за допомогою яких ґрунтові дороги між селами та великі дороги села профілювали, тобто робили їх широкими зі стічними каналами. Люди повірили у Радянську владу. Після зустрічі з військовими на маневрах і в час їх проведення молоді хлопці вирішили піти вчитися у військові училища.
1935 — хутори Мар'янівка, Василівка і Паулинівка об'єднані в одне село. Третє велике переселення садиб з хуторів у с. Мар'янівку проходило з 1935 до 1938 рр. Більше 150 господарств до початку колективізації 1929—1930 років були розселені по всіх землях села. Рішенням загальних зборів села на вимогу з верху (розпорядження) з 1935 по 1937 роки, проводилось переселення садиб з хуторів у с. Мар'янівку. А переселилися у село лише 70 % жителів. У зв'язку з переселенням садиб із хуторів у село всі землі Мегедів, Г. Я. Машовця та Івана Машовця були поділені на ділянки під забудову по 0,5-0,6 га, на які мали право переселитися хуторяни. Крім того, було прирізано землі ще трьох вулиць. Це зроблено за рахунок земель у сторону Грузького (на схід) від Мегедів та в центрі села між Мегедями та Машовцями. Право вибору ділянки мали ті, хто раніше переселився. Ділянок було виділено із запасом. У 1936 р. у колгоспі зібрали хороші врожаї зернових. Люди вперше на трудодні одержали зерно. Після 1937 р. на хуторі Василівка не лишилося жодної хати, всі були перенесені у с. Мар'яінвку.
1937—1938 рр. — як вороги народу були заарештовані дев'ять німців та три українці.

### Німецько-радянська війна
Під час німецько-радянської війни у боротьбі з нацистами брало участь 114 жителів Мар'янівки. За спогадами генерала К. А. Малигіна командира 9-го мехкорпусу, активного учасника боїв за Мар'янівку та сусідніх із нею сіл, у селі Мар'янівці знаходились штаби 211 і 237 стрілецьких дивізій 38-ї армії, один із них був у хаті Ілька Савовича Машовця. Командували цими дивізіями генерал-майори В. Л. Мехліновський та Ф. Н. Пархоменко Штаб 69 мехбригади 9-го мехкорпусу 3-ї гвардії, танкової армії знаходився у хаті Л. П. Машовця. Командував згаданою бригадою полковник Левон Хигясович Дарбинян.

### Післявоєння
Після війни відновлюється колгосп.
1956 — встановлено пам'ятник загиблим в роки війни.
5 лютого 1965 року Указом Президії Верховної Ради Української РСР передано Мар'янівську сільраду Фастівського району до складу Макарівського району.
1968 — в селі працювали млин, майстерня, фельдшерсько-акушерський пункт, початкова школа, бібліотека, клуб.
1971 — колгосп імені Мічуріна приєднано до колгоспу «Комунар» села Великий Карашин.
В «Історії міст і сіл Української РСР» про Мар'янівку початку 1970-х років було подано таку інформацію:

| Мар'янівка — село, центр сільської Ради, розташоване за 22 км від районного центру та за 28 км від залізничної станції Фастів. Населення — 331 осіб. У селі — комплексна бригада колгоспу «Комунар» (центральна садиба в с. Великому Карашині), яка обробляє 1500 га землі, у т. ч. 872 га орної, вирощує картоплю, льон. Основний напрям господарства — м'ясо-молочне тваринництво. Розвинуті садівництво та городництво. У Мар'янівці є початкова школа, клуб, бібліотека[2]. |
1986 рік — у 315 нових будинків переселено 780 мешканців сіл Старі Шепеличі та Бенівка Чорнобильського району. Будівництво вела Львівська область. До села евакуйований і колгосп імені Калініна. Тоді ж у новому будинку запрацював ФАП.
1988 рік — відкрито дитячий садок на 50 та клуб на 210 місць.
1989 рік — Збудована нова школа (нині — ЗОШ І-ІІІ ступенів, навчається 132 учні).
1992 рік — На базі колгоспу створено КСП «Шепелицьке». В старому приміщенні школи відкрита церква. Нове приміщення церкви у наш час[коли?] недобудоване.
2000 рік — КСП реорганізовано у СТОВ.
2002 рік — СТОВ «Шепелицьке» ліквідовано.